# العلاقات الغابونية الموريشيوسية
العلاقات الغابونية الموريشيوسية هي العلاقات الثنائية التي تجمع بين الغابون وموريشيوس.

## مقارنة بين البلدين
هذه مقارنة عامة ومرجعية للدولتين:
| وجه المقارنة                                              | الغابون                        | موريشيوس                 |
| --------------------------------------------------------- | ------------------------------ | ------------------------ |
| المساحة (كم2)                                             | 267.67 ألف                     | 2.04 ألف                 |
| عدد السكان (نسمة)                                         | 2.03 مليون                     | 1.26 مليون               |
| الكثافة السكانية (ن./كم²)                                 | 7.58                           | 617.65                   |
| العاصمة                                                   | ليبرفيل                        | بورت لويس                |
| اللغة الرسمية                                             | لغة فرنسية                     | لغة إنجليزية، لغة فرنسية |
| العملة                                                    | فرنك وسط أفريقي                | روبي موريشي              |
| الناتج المحلي الإجمالي (بليون دولار)                      | 14.62 مليار                    | 13.34 مليار              |
| الناتج المحلي الإجمالي (تعادل القوة الشرائية) بليون دولار | 34.65 مليار                    | 25.36 مليار              |
| الناتج المحلي الإجمالي الاسمي للفرد دولار أمريكي          | 8.27 ألف                       | 9.25 ألف                 |
| الناتج المحلي الإجمالي للفرد دولار أمريكي                 | 19.43 ألف                      | 18.59 ألف                |
| مؤشر التنمية البشرية                                      | 0.684                          | 0.777                    |
| رمز المكالمات الدولي                                      | +241                           | +230                     |
| رمز الإنترنت                                              | .ga                            | .mu                      |
| المنطقة الزمنية                                           | ت ع م+01:00، توقيت غرب أفريقيا | ت ع م+04:00              |

## منظمات دولية مشتركة
يشترك البلدان في عضوية مجموعة من المنظمات الدولية، منها:
| علم المنظمة | اسم المنظمة                                 | تاريخ انضمام الغابون | تاريخ انضمام موريشيوس |
| ----------- | ------------------------------------------- | -------------------- | --------------------- |
|             | منظمة التجارة العالمية                      | ?                    | ?                     |
|             | الاتحاد الأفريقي                            | ?                    | ?                     |
|             | الاتحاد البريدي العالمي                     | ?                    | ?                     |
|             | مجموعة دول أفريقيا والكاريبي والمحيط الهادئ | ?                    | ?                     |
|             | يونسكو                                      | 16 نوفمبر 1960       | 25 أكتوبر 1968        |
|             | الفريق المعني برصد الأرض                    | ?                    | ?                     |
|             | مؤسسة التمويل الدولية                       | 20 أكتوبر 1970       | 23 سبتمبر 1968        |
|             | المركز الدولي لتسوية المنازعات الاستشارية   | 14 أكتوبر 1966       | 2 يوليو 1969          |
|             | منظمة حظر الأسلحة الكيميائية                | ?                    | ?                     |
|             | مؤسسة التنمية الدولية                       | 4 نوفمبر 1963        | 23 سبتمبر 1968        |
|             | وكالة ضمان الاستثمار متعدد الأطراف          | 26 مارس 2003         | 28 ديسمبر 1990        |
|             | الاتحاد الدولي للاتصالات                    | 28 ديسمبر 1960       | 30 أغسطس 1969         |
|             | منظمة الشرطة الجنائية الدولية               | ?                    | ?                     |
|             | الأمم المتحدة                               | 20 سبتمبر 1960       | 24 أبريل 1968         |
|             | البنك الدولي للإنشاء والتعمير               | 10 سبتمبر 1963       | 23 سبتمبر 1968        |
|             | البنك الإفريقي للتنمية                      | ?                    | ?                     |